# Hrušov (tvrz)
Hrušov (též Nad Čertůvkou) je zaniklá tvrz u Hrušova jižně od Mladé Boleslavi ve Středočeském kraji. Nachází se na ostrohu nad soutokem Jizery a Čertůvky. Dochovalo se po ní tvrziště, které je chráněno jako kulturní památka.

## Historie
S historií Hrušova jsou spojeny dvě tvrze. Jedna stávala severovýchodně od vesnice v lokalitě s pomístním názvem Nad Čertůvkou nad soutokem Jizery s Čertůvkou a druhá, věžová tvrz, stávala do roku 1959 přímo ve vsi. Podle Augusta Sedláčka byla obytná věž tvrze ve vesnici postavena okolo roku 1501, ale podle typu věže snad pocházela už z předhusitského období.
Tvrz Nad Čertůvkou byla zřejmě starší (vznikla nejspíše během třináctého století a ve čtrnáctém století zanikla). Rudolf Anděl uvedl, že se k ní nevážou žádné písemné prameny, ale zároveň s ní spojil zprávu z roku 1346, kdy Hrušov patřil bratrům Bohunkovi a Řehníkovi z Hrušova. Oba nejspíše patřili k rodu Voděradských z Hrušova, jehož příslušníci koncem patnáctého století žili na Chrudimsku. Vesnice poté patřila jinému rodu Hrušovských z Hrušova, ale je možné, že se oba rody po nějakou dobu o Hrušov dělily.

## Stavební podoba
Tvrziště je od sousední plošiny odděleno dvojicí mírně zalomených příkopů. Vnější příkop je hluboký 1–1,5 metru a na vnitřní straně jej lemuje val. Za valem se nachází asi patnáct metrů široké předhradí ukončené druhým valem. Samotné tvrziště beze stop zástavby je od předhradí odděleno druhým, asi dva metry hlubokým příkopem. Na opyši se asi šest metrů pod jádrem tvrze nachází ještě menší upravená plocha.